# يو إف سي ليلة القتال: جونزاغا ضد كرو كوب 2
يو إف سي ليلة القتال: جونزاغا ضد كرو كوب 2 (بالإنجليزية: UFC Fight Night: Gonzaga vs. Cro Cop 2)‏ هو حدث لفنون القتال المختلطة نظمته يو إف سي، أُقيم في 11 أبريل 2015، على تورون أرينا كراكوف في كراكوف، بولندا.